# التقسيم الإداري في باكستان
باكستان تتألف إداريًا من أربعة أقاليم، ومنطقتين إداريتين، ومنطقة اتحادية واحدة. الأقاليم الأربعة هي البنجاب، السند، خيبر بختونخوا، وبلوشستان. المنطقتان الإداريتان هما آزاد جامو وكشمير وجيلجيت-بلتستان. المنطقة الاتحادية هي منطقة العاصمة إسلام آباد. جميع أقاليم ومناطق باكستان مقسمة إلى دوائر (بالأردو: ڈویژن). وتقسم الدوائر إلى مناطق (بالأردو: اضلاع). وتقسم المناطق إلى تحصيلات (بالأردو: تحصیلیں). وتقسم التحصيلات إلى مجالس اتحاد (بالأردو: یونین کونسلیں).

## التقسيمات الإدارية في باكستان

التقسيمات الإدارية في باكستان.

| الاسم العربي                 | اسم الأردية           | الاختصار | عاصمة      | شعار | علم | خريطة | تعداد السكان (2017) | مساحة (كم²) | كثافة (لكل كم²) |
| ---------------------------- | --------------------- | -------- | ---------- | ---- | --- | ----- | ------------------- | ----------- | --------------- |
| آزاد جامو وكشمير             | آزاد جموں و کشمیر     | AJK      | مظفر أباد  |      |     |       | 4,045,366           | 13,297      | 223.55          |
| بلوشستان (إقليم)             | بلوچستان              | BL       | كويته      |      |     |       | 12,344,408          | 347,190     | 37.91           |
| غلغت-بلتستان                 | گلگت بلتستان          | GB       | غلغت       |      |     |       | 2,441,523           | 64,817      | 19.75           |
| العاصمة الاتحادية إسلام آباد | اسلام آباد دارالحکومت | ICT      | إسلام آباد |      |     |       | 2,006,572           | 906         | 1,271.38        |
| خيبر بختونخوا (إقليم)        | خیبرپختونخوا          | KP       | بيشاور     |      |     |       | 35,525,047          | 101,741     | 349.17          |
| البنجاب (إقليم)              | پنجاب                 | PJ       | لاهور      |      |     |       | 110,012,442         | 205,344     | 445.01          |
| السند (إقليم)                | سندھ                  | SN       | كراتشي     |      |     |       | 47,886,051          | 140,914     | 392.05          |
| باكستان                      | پاکستان               | PK       | إسلام آباد |      |     |       | 214,261,409         | 874,209     | 223.79          |

## روابط خارجية
- حكومة بلوشستان
- حكومة خيبر بختونخوا
- حكومة بنجاب
- حكومة السند
- حكومة منطقة العاصمة إسلام أباد
- حكومة مناطق القبائل المدارة اتحادياً
- حكومة جامو وكشمير
- حكومة غلغت-بلتستان